# Gottorper Vertrag
Mit dem Gottorper Vertrag (auch Gottorper Vergleich) von 1768 zwischen dem dänischen König und Hamburg erkannte Dänemark die seit 1510 bestehende Reichsunmittelbarkeit der Hansestadt und ihre Unabhängigkeit vom dänisch regierten Herzogtum Holstein an.
Dänemark verzichtete auf die Revision eines Urteils des Reichskammergerichts von 1618, in dem das Gericht den Status Hamburgs als Freie Reichsstadt bestätigt hatte, und erkannte die Reichsunmittelbarkeit Hamburgs als Freie Reichsstadt an. Zugleich wurde ein umfangreicher Gebietsaustausch vereinbart. Hamburg erließ dafür dem dänischen Königshaus und dem Herzogtum Holstein-Gottorp Verbindlichkeiten in Höhe von mehr als 1,3 Mio. Reichstalern.

## Hintergrund
1584 begann ein Prozess um die Reichsunmittelbarkeit zwischen dem Reichsfiskal einerseits und Hamburg als Hauptbeklagter sowie der dänisch-schleswig-holsteinischen Landesherrschaft auf der anderen Seite. Hamburg wollte sich jedoch den Lasten einer Reichssteuer entziehen und setzte zunächst erfolgreich auf eine Verzögerungstaktik. Erst das Großmachtstreben Christians IV. weckte ein starkes Interesse Hamburgs an einer Reichsunmittelbarkeit und führte zu einer Kehrtwende seiner Politik. Die Stadt spielte dem Reichskammergericht nun gezielt geeignetes Archivmaterial zu. Am 6. Juli 1618 fiel das erwünschte Urteil und Hamburg wurde in aller Form zur Reichsstadt erklärt.
Der dänische König akzeptierte dieses Urteil des Reichsgerichts nicht. Hamburg wurde im Vertrag von Steinburg vom 8. Juli 1621 dazu verpflichtet, den Status quo für die Dauer eines Revisionsverfahrens beizubehalten. Die Kriegswirren des Dreißigjährigen Krieges verhinderten den Fortgang des Verfahrens und erst um 1766 ergab sich eine günstige Konstellation, die zu einer friedlichen Übereinkunft führen sollte: Zarin Katharina II., die mit dem Hause Holstein-Gottorp verbunden war und eine Expansionspolitik gegen die Türkei und Polen betrieb, wollte sich des Wohlwollens des dänischen Herrschers versichern. Sie zeigte sich bereit, Ansprüche auf Schleswig-Holstein-Gottorfer Territorien gegen Gebiete der Grafschaften Delmenhorst und Oldenburg zu tauschen, was dann 1773 im Vertrag von Zarskoje Selo auch erfolgte. Da Hamburg Pfandrechte an gottorfschen Besitzungen besaß, ergab sich ein Ansatzpunkt für neue Verhandlungen. 1766 kontaktierten Unterhändler des Hamburgischen Senats  den großfürstlichen Geheimen Rat Caspar von Saldern, der als Staatsminister im russischen Dienst stand.

## Inhalt des Gottorper Vergleichs

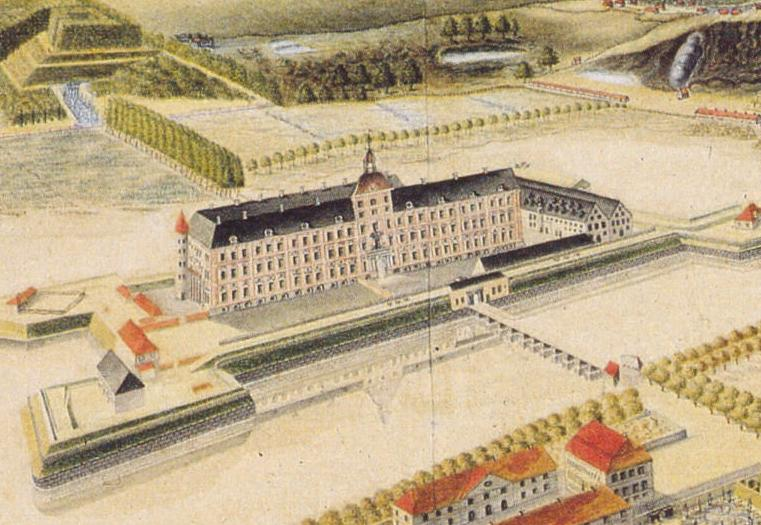
Der Verhandlungsort: Schloss Gottorp (1732)

Durch den auf Schloss Gottorf bei Schleswig ausgehandelten Vergleich akzeptierten die fürstlichen Mitglieder des Gesamthauses Holstein, nämlich Holstein-Glückstadt wie auch Holstein-Gottorf, die unabhängige Stellung Hamburgs sowie den Status einer Kaiserlich Freien Reichsstadt. Somit wurde Hamburg als reichsunmittelbare Stadt anerkannt.
Das Vertragswerk sah einen umfangreichen Gebietsaustausch vor. Hamburg gab unter anderem 18 Dörfer in den Ämtern Trittau und Reinbek an das Herzogtum Holstein zurück. Sie waren seit 1750 durch Leih- und Pfandkontrakt der Stadt Hamburg überlassen worden. Gegenüber dem Hause Holstein-Gottorp verzichtete die Stadt damit auf die Rückzahlung einer Schuldsumme von rund 338.000 Reichstalern courant. Dem dänischen Königshaus erließ Hamburg eine Schuld von einer Million Reichstalern courant zuzüglich aufgelaufener Zinsen.
Dafür wurden die holsteinischen Enklaven innerhalb des hamburgischen Stadtgebietes (Schauenburger Hof an der Steinstraße und Mühlenhof) an Hamburg übertragen. Hamburg erwarb ferner die Elbinseln, Niederungsgebiete und Sände zwischen Billwerder und Finkenwerder, die Pachtgüter Veddel und Grevenhof (heute Teil von Steinwerder), die Lehngüter Peute und Müggenburg, den Griesenwerder, Kaltehofe, sowie den Pagensand und kleinere Holstein-gottorpische Parzellen aus früherem Pfandbesitz.
Das dänische Elb-Lotsenwesen wurde aufgegeben, ebenso die dänische Kirchenhoheit über das zu Hamburg gehörende Eppendorf. Schließlich wurde in Artikel 10 des Vertrages dem hamburgischen Handel in Dänemark und Norwegen das Privileg der Meistbegünstigung eingeräumt und der Sundzoll ermäßigt.

## Verhandlungspartner und Ratifizierung

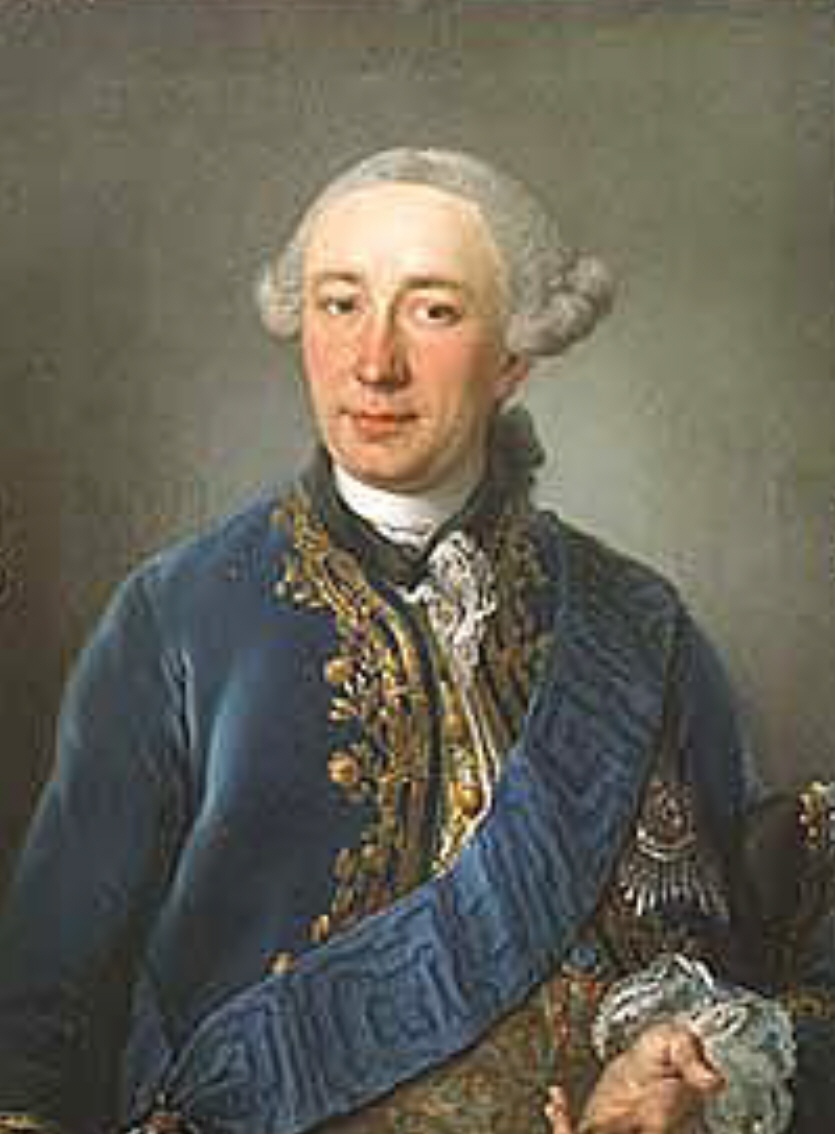
Schimmelmann (1762)

Neben dem russischen Staatsminister Caspar von Saldern war Freiherr Heinrich Carl von Schimmelmann beteiligt, der als Mittler zwischen Hamburg und Dänemark wirkte. Die Erbgesessene Bürgerschaft hatte den Verhandlungen im September 1767 zugestimmt. Für Hamburg unterzeichneten den Vertrag am 27. Mai 1768 die Senatoren Anton Wagener, Hieronymus Burmester, Justus Vincent Ritter und der Senatssyndicus Jacob Schuback.
Saldern forderte vor Vertragsabschluss insgeheim 20.000 Reichstaler für seine und seiner Petersburger Freunde Bemühungen. Als Schimmelmann davon erfuhr, forderte er eine entsprechende Summe für sich. Auch die Hamburger Vertreter nahmen Präsente entgegen, erhielten je 500 Dukaten von der Gegenseite und ließen sich zur feierlichen Unterzeichnung auf Stadtkosten neu einkleiden.
Christian VII. ratifizierte den Vertrag am 3. Juli, die Hamburgische Bürgerschaft am 14. Juli, Zarin Katharina II. am 4. Oktober 1768 und Kaiser Joseph II. bestätigte den Gottorper Vergleich am 30. Mai 1769.

## Deutungen
Der Historiker Hans-Dieter Loose zählt den Gottorper Vergleich zu den „wichtigsten Ereignissen der hamburgischen Geschichte des 18. Jahrhunderts, ja der hamburgischen Geschichte überhaupt“. Der Vertrag beendete den jahrhundertelangen Streit um die Reichsunmittelbarkeit Hamburgs und „trug nicht unwesentlich zu ihrer späteren Entwicklung und Stellung bei“. Er brachte Hamburg in den Besitz umfangreicher Inseln und Ländereien an der Elbe, die zunächst wenig wertvoll erschienen, auf denen sich aber heute wesentliche Teile des Hafens und der Industriegebiete befinden, die zum wirtschaftlichen Aufschwung Hamburgs im 19. und 20. Jahrhundert führten.